# 马可尼铜柱

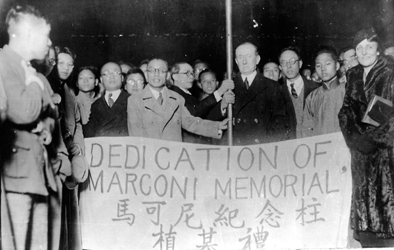
奠基仪式上的马可尼

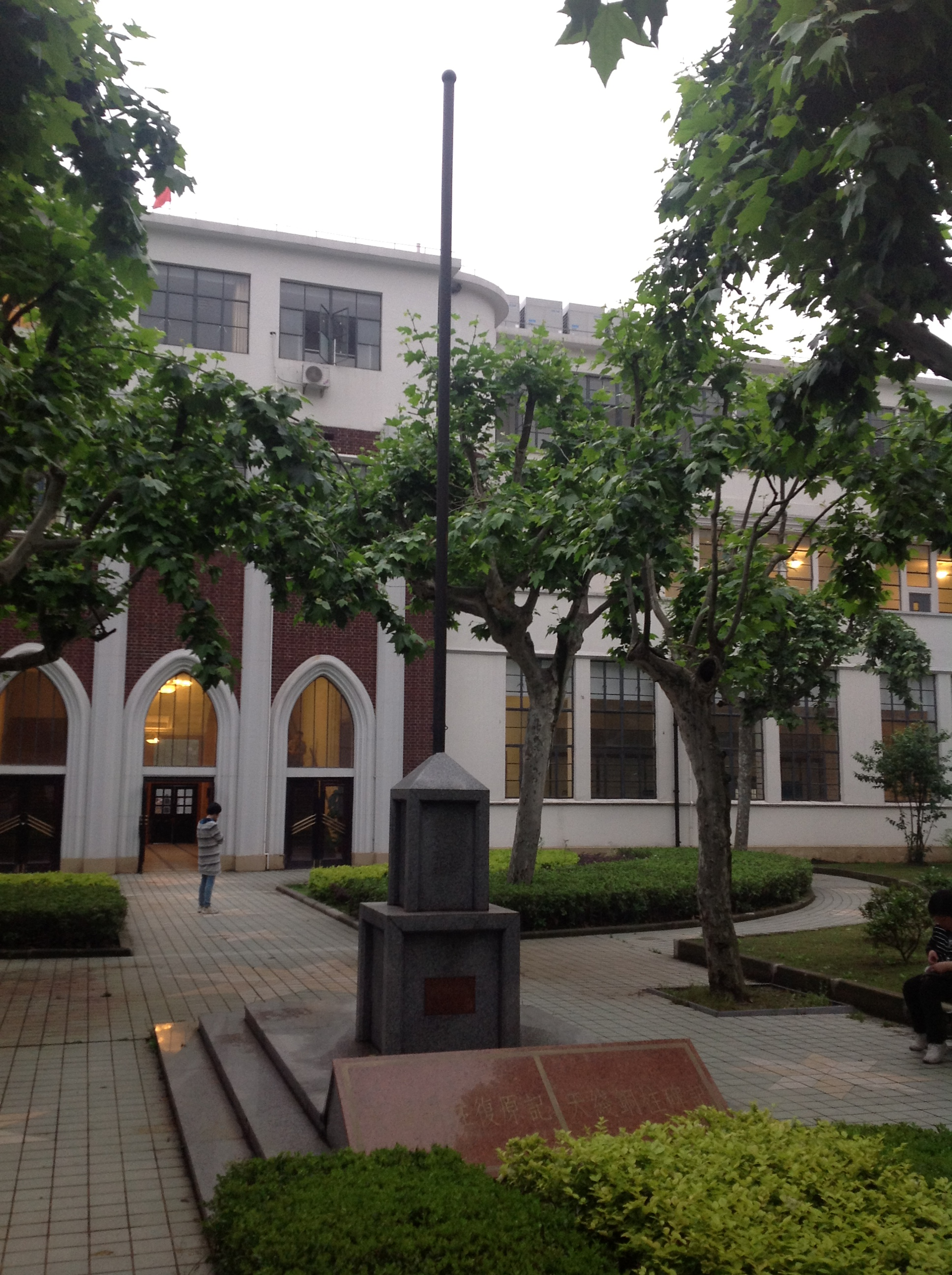
徐汇校区的马可尼铜柱

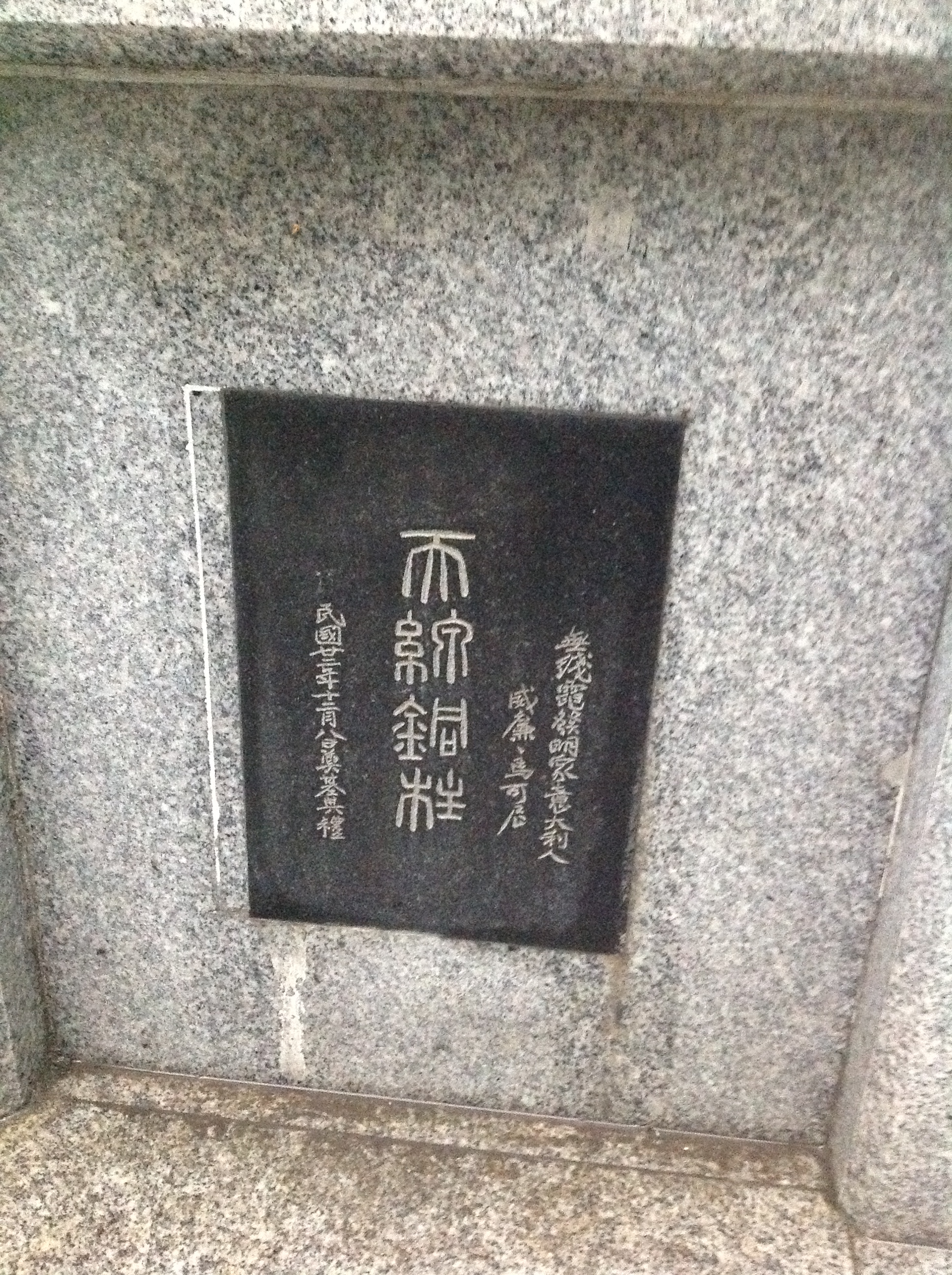
徐汇校区马可尼铜柱铭文

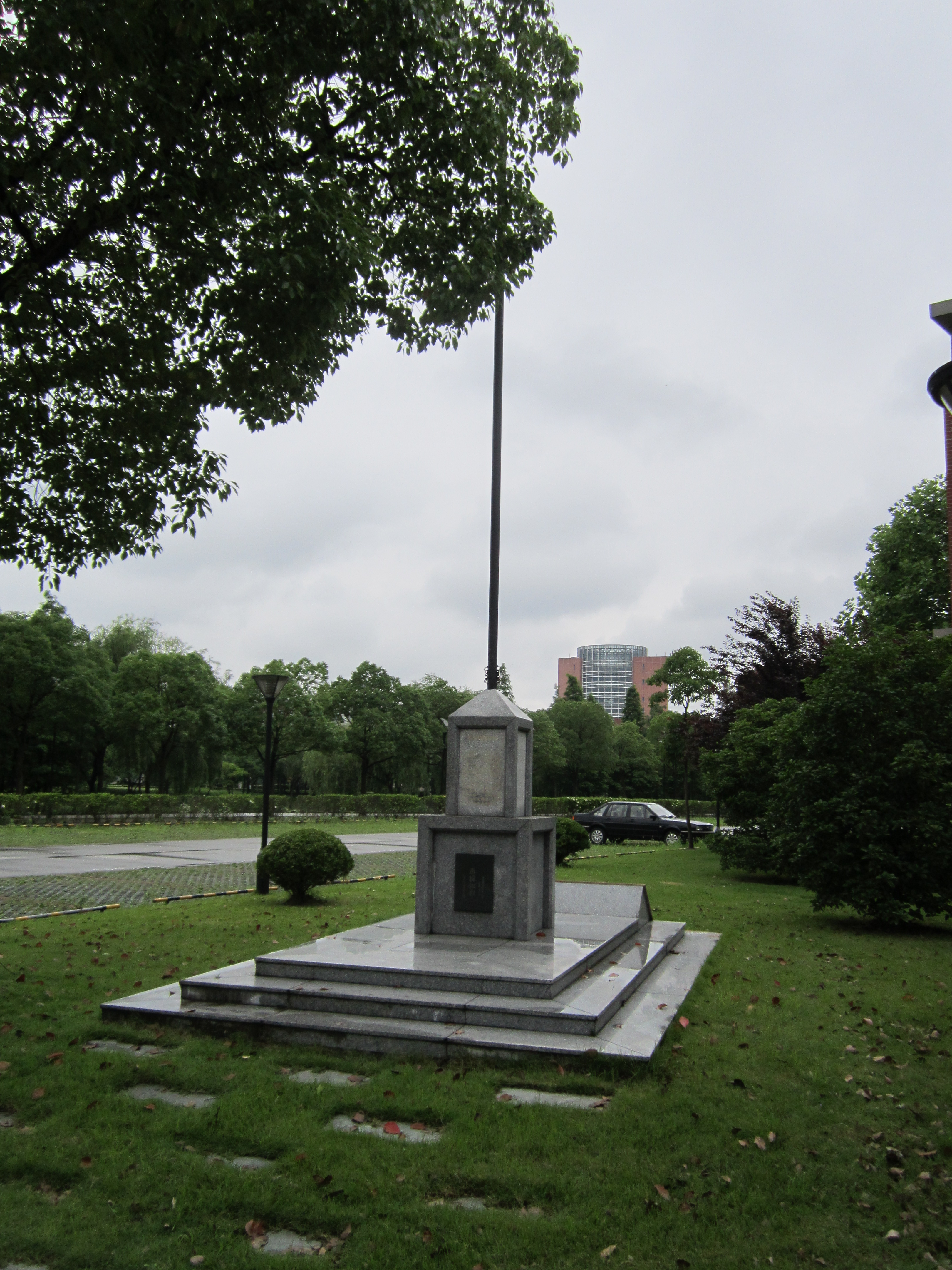
闵行校区马可尼铜柱复制品

马可尼铜柱为树立在上海交通大学徐汇校区工程馆中庭草坪上的一座天线铜柱，为1933年无线电创始人意大利工程师马可尼所访华时所参与建立的纪念物，由校友方子卫捐赠。
马可尼铜柱高4.8米，形状模仿1895年马可尼设计的柱状垂直天线，下方以大理石为底座，以篆书刻有“天线铜柱”四字，其左为“民国廿二年十二月八日奠基典礼”。

## 历史
1933年12月8日马可尼访问上海时，中央研究院院长蔡元培、交大校长黎照寰等曾在交通大学总办公厅（容闳堂）为其举行迎接茶话会。事前曾有交大学生提议建立马可尼纪念物，会后马可尼受校长黎照寰邀请在工程馆前亲手铲土奠基树立起天线铜柱。
马可尼铜柱至今保存完好，后曾稍做挪位并于1993年12月8日在工程馆中庭重新修复。2007年校方在上海交通大学闵行校区电信楼旁亦建立了复制品。